# Tribunal Superior de Justícia d'Andalusia, Ceuta i Melilla
El Tribunal Superior de Justícia d'Andalusia, Ceuta i Melilla (en castellà: Tribunal Superior de Justicia de Andalucía, Ceuta y Melilla, abreviat TSJA) és el màxim òrgan del poder judicial en la comunitat autònoma espanyola d'Andalusia i a les ciutats autònomes de Ceuta i Melilla. Té la seva seu al palau de la Cancelleria, a Granada.

## Sales
L'alt tribunal andalús està integrat per tres sales amb jurisdicció a l'àmbit autonòmic:
- Sala Civil i Penal
- Sala Contenciosa Administrativa (tres seccions)
- Sala Social (tres seccions)

## Presidència
El president del TSJ és nomenat pel rei d'Espanya per a un període de 5 anys a proposta del Consell General del Poder Judicial.

### Llista de presidents
Informació actualitzada per un bot. Els canvis manuals es perdran quan s'actualitzi!
| Imatge | Titular                                 | Des de | Fins a | Duració (en anys) | Gènere  | Lloc de naixement |
| ------ | --------------------------------------- | ------ | ------ | ----------------- | ------- | ----------------- |
|        | Augusto Méndez de Lugo y López de Ayala | (1995) | (2010) | 14–15             | masculí | Madrid            |
|        | Lorenzo Jesús del Río Fernández         | (2010) |        |                   | masculí | Jódar             |
|        | Andrés Márquez Aranda                   | (1989) | (1991) | 1–2               | masculí | Cuevas Bajas      |
|        | Manuel Rodríguez López                  | (1992) | (1995) | 2–3               | masculí | Granada           |
|        | Juan Ignacio Pérez Alférez              | (1991) | (1992) | 0–1               | masculí | Priego de Córdoba |